# Corsa agli armamenti nucleari

Numero di testate nucleari immagazzinate da USA e URSS/Russia

La corsa agli armamenti nucleari è stata una competizione per la supremazia nella guerra nucleare tra gli USA, l'URSS e i loro rispettivi alleati durante la guerra fredda. In questo periodo, oltre agli armamenti nucleari statunitensi e sovietici, altri Paesi svilupparono armi nucleari senza però mai raggiungere una produzione di testate nucleari paragonabile a quella delle due superpotenze.

## Seconda guerra mondiale
La prima arma nucleare venne creata dalle forze statunitensi durante la seconda guerra mondiale per essere usata contro le potenze dell'Asse. Gli scienziati sovietici erano a conoscenza del potenziale offerto dalle armi nucleari e anche essi condussero ricerche analoghe sul campo.
Ufficialmente l'URSS non sapeva del Progetto Manhattan, finché Stalin non ne fu messo a parte alla Conferenza di Potsdam il 24 luglio 1945 dal presidente degli Stati Uniti Harry S. Truman, otto giorni prima del primo test della bomba atomica. Quando Truman informò Stalin della bomba, il presidente fu sorpreso di come il dittatore rimase calmo alla notizia e pensò che Stalin non avesse capito quel che gli aveva detto; anche altri membri delle delegazioni statunitensi e britanniche che osservarono da vicino lo scambio di battute tra i due ebbero la stessa impressione.